# کنی آنتونی
کنی آنتونی (انگلیسی: Kenny Anthony؛ زادهٔ ۸ ژانویهٔ ۱۹۵۱) سیاست‌مدار اهل سنت لوسیا است. وی دو بار از ۲۴ مه ۱۹۹۷ تا ۱۵ دسامبر ۲۰۰۶ و سپس از ۳۰ نوامبر ۲۰۱۱ تا ۷ ژوئن ۲۰۱۶ نخست‌وزیر این کشور بود.